# ソウルズ・オブ・ブラック
『ソウルズ・オブ・ブラック』（Souls of Black）は、アメリカ合衆国のヘヴィメタル・バンド、テスタメントが1990年に発表した4作目のスタジオ・アルバム。

## 背景
前作『プラクティス・ホワット・ユー・プリーチ』（1989年）にエンジニアとして参加したマイケル・ローゼンが、本作ではプロデューサーとエンジニアを兼任した。
「マルプラクティス」は医療過誤を題材とした曲で、アレックス・スコルニックによれば、自分の友人が病院に行って、もっと具合が悪くなったことから着想を得たという。また、「セヴン・デイズ・オブ・メイ」は、六四天安門事件へ至る中国の民主化運動にインスパイアされた曲である。
本作がリリースされた頃、バンドはスレイヤー、メガデス、スイサイダル・テンデンシーズと共にヨーロッパで「クラッシュ・オブ・ザ・タイタンズ」というコンサート・ツアーを行った。

## 反響
アメリカのBillboard 200では73位に達し、前作『プラクティス・ホワット・ユー・プリーチ』（1989年）に引き続きトップ100入りする。全英アルバムチャートでは2週チャート圏内に入って最高35位を記録し、2作連続でトップ40入りした。

## 収録曲
1.はインストゥルメンタル。
1. ビギニング・オブ・ジ・エンド "Beginning of the End" – 0:36
  - 作曲：エリック・ピーターソン
2. フェイス・イン・ザ・スカイ "Face in the Sky" – 3:53
  - 作詞：チャック・ビリー／作曲：エリック・ピーターソン、アレックス・スコルニック
3. フォーリング・ファスト "Falling Fast" – 4:05
  - 作詞：チャック・ビリー／作曲：エリック・ピーターソン、ルイ・クレメンテ
4. ソウルズ・オブ・ブラック "Souls of Black" – 3:22
  - 作詞：チャック・ビリー／作曲：エリック・ピーターソン、アレックス・スコルニック、ルイ・クレメンテ
5. アブセンス・オブ・ライト "Absence of Light" – 3:55
  - 作詞：チャック・ビリー、アレックス・スコルニック／作曲：エリック・ピーターソン、チャック・ビリー
6. ラヴ・トゥ・ヘイト "Love to Hate" – 3:40
  - 作詞：エリック・ピーターソン、ルイ・クレメンテ、チャック・ビリー／作曲：エリック・ピーターソン、アレックス・スコルニック
7. マルプラクティス "Malpractice" – 4:43
  - 作詞：アレックス・スコルニック、チャック・ビリー／作曲：アレックス・スコルニック、エリック・ピーターソン
8. ワン・マンズ・フェイト "One Man's Fate" – 4:49
  - 作詞：チャック・ビリー／作曲：エリック・ピーターソン、ルイ・クレメンテ
9. ザ・レガシー "The Legacy" – 5:30
  - 作詞：アレックス・スコルニック、チャック・ビリー、エリック・ピーターソン／作曲：エリック・ピーターソン、ルイ・クレメンテ、アレックス・スコルニック
10. セヴン・デイズ・オブ・メイ "Seven Days of May" – 4:41
  - 作詞：アレックス・スコルニック、チャック・ビリー／作曲：エリック・ピーターソン、アレックス・スコルニック

## 他メディアでの使用例
「ソウルズ・オブ・ブラック」は、2008年の音楽ゲーム『Rock Band 2』で使用された。

## 参加ミュージシャン
- チャック・ビリー - ボーカル
- エリック・ピーターソン - リズムギター、リードギター
- アレックス・スコルニック - リードギター、リズムギター
- グレッグ・クリスチャン - ベース
- ルイ・クレメンテ - ドラムス

アディショナル・ミュージシャン
- マーク・ウォルターズ - バッキング・ボーカル
- スティーヴ・クォータローラ - バッキング・ボーカル
- ボグダン・ジャブロンスキー - バッキング・ボーカル